# Championnat d'Europe de football 2004
Navigation
Belgique - Pays-Bas 2000 Autriche - Suisse 2008
Le championnat d'Europe de football 2004, communément abrégé en Euro 2004, est la douzième édition du championnat d'Europe de football, compétition organisée par l'UEFA et rassemblant les meilleures équipes masculines européennes.
La phase finale se déroule au Portugal entre le 12 juin et le 4 juillet 2004 et réunit seize équipes. À l'exception du Portugal, qualifié d'office en tant que pays hôte, tous les participants ont obtenu sur le terrain leur qualification pour la phase finale.
Le Portugal fait bonne figure à domicile en parvenant en finale du tournoi, ceci malgré un départ raté contre la Grèce ; les Portugais éliminent la Russie, l'Espagne, l'Angleterre (aux tirs au but) et les Pays-Bas mais perdent la finale 1-0 contre la grande surprise du tournoi : la Grèce qui aura écarté coup sur coup la France et la Tchéquie avant de battre, encore une fois et cette fois-ci en finale, le Portugal. L'hymne de la compétition est Força, une chanson de la chanteuse canadienne d'origine portugaise Nelly Furtado.

## Présentation de la phase finale

### Stades
| Lisbonne                    | Lisbonne                                                        | Porto                          |
| --------------------------- | --------------------------------------------------------------- | ------------------------------ |
| Estádio da Luz              | Estádio José Alvalade                                           | Estádio do Dragão              |
| Capacité: 64 642            | Capacité: 50 095                                                | Capacité: 50 033               |
| Estádio da Luz              | Estádio José Alvalade XXI                                       | Estádio do Dragão              |
| Aveiro                      | Braga Guimarães Porto Aveiro Coimbra Leiria Lisbonne Faro Loulé | Coimbra                        |
| Estádio Municipal de Aveiro | Braga Guimarães Porto Aveiro Coimbra Leiria Lisbonne Faro Loulé | Estádio Cidade de Coimbra      |
| Capacité: 32 830            | Braga Guimarães Porto Aveiro Coimbra Leiria Lisbonne Faro Loulé | Capacité: 29 744               |
| Estádio Municipal de Aveiro | Braga Guimarães Porto Aveiro Coimbra Leiria Lisbonne Faro Loulé | Estádio Cidade de Coimbra      |
| Braga                       | Braga Guimarães Porto Aveiro Coimbra Leiria Lisbonne Faro Loulé | Guimarães                      |
| Estádio Municipal de Braga  | Braga Guimarães Porto Aveiro Coimbra Leiria Lisbonne Faro Loulé | Estádio D. Afonso Henriques    |
| Capacité: 30 286            | Braga Guimarães Porto Aveiro Coimbra Leiria Lisbonne Faro Loulé | Capacité: 30 029               |
| Estádio Municipal de Braga  | Braga Guimarães Porto Aveiro Coimbra Leiria Lisbonne Faro Loulé | Estádio Municipal de Guimarães |
| Faro/Loulé                  | Porto                                                           | Leiria                         |
| Estádio Algarve             | Estádio do Bessa XXI                                            | Estádio Dr. Magalhaes Pessoa   |
| Capacité: 30 305            | Capacité: 28 263                                                | Capacité: 23 888 + 5 478       |
| Estádio do Algarve          | Estádio Bessa XXI                                               | Estádio Dr Magalhaes Pessoa    |

### Participants
Les 16 équipes qualifiées ont été réparties lors du tirage au sort effectué le 30 novembre 2003 dans 4 groupes de la façon suivante :

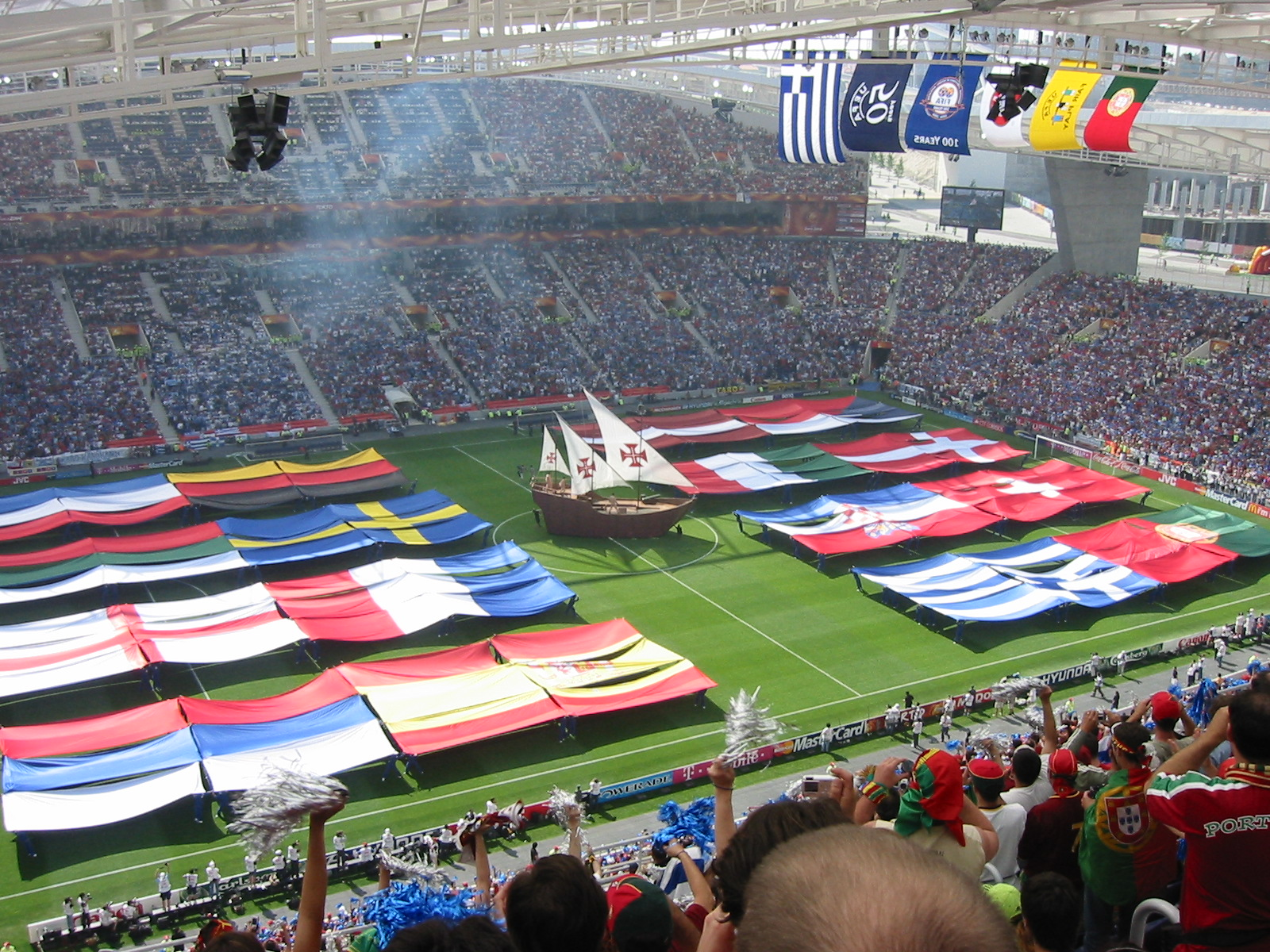
Drapeaux des équipes des différents groupes lors de la cérémonie d'ouverture

| Groupe A Portugal Grèce Espagne Russie | Groupe B France Angleterre Suisse Croatie | Groupe C Suède Bulgarie Danemark Italie | Groupe D Tchéquie Allemagne Lettonie Pays-Bas |  |

## Premier tour

### Critères de départage
Les deux premiers de chaque groupe sont qualifiées pour les quarts de finale. En cas d'égalité de points, les équipes sont classées ou départagées suivant  :
- (a) le plus grand nombre de points dans les rencontres entre équipes concernées,
- (b) la meilleure différence de buts dans les rencontres entre équipes concernées,
- (c) le plus grand nombre de buts marqués dans les rencontres entre équipes concernées,
- (d) la meilleure différence de buts générale,
- (e) le plus grand nombre de buts marqués,
- (f) le coefficient de l'UEFA (en rapport avec les éliminatoires de l'Euro et de la Coupe du monde 2002),
- (g) tirage au sort si une place qualificative est en jeu.

Cas particulier : si deux équipes sont à égalité des critères (a), (b) et (c) et se rencontrent en dernière journée et font match nul, une séance de tirs au but lest prévue.

### Groupe A

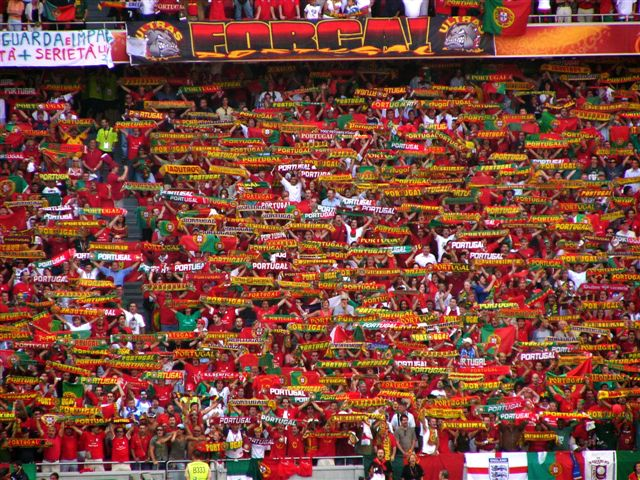
Supporters portugais à l'Euro 2004

Les futurs finalistes portugais et grecs se rencontrent lors du match d'ouverture et le Portugal, pourtant grand favori, s'incline devant son public. Lors de la deuxième journée, les Portugais se relancent en battant la Russie tandis que les Grecs obtiennent un bon match nul 1-1 contre l'Espagne. La Grèce et l'Espagne se partagent alors la tête du groupe avec seulement un point d'avance sur le Portugal avant la dernière journée décisive. Le Portugal bat l'Espagne et s'empare de la première place du groupe, tandis que la Russie, déjà éliminée, bat la Grèce. La deuxième place qualificative se joue alors entre les deux perdants du jour : la Grèce passe de justesse aux dépens de l'Espagne grâce au nombre de buts marqués (4 contre 2).
| Groupe A |          |     |   |   |   |   |    |    |      |
|          | Équipe   | Pts | J | G | N | P | Bp | Bc | Diff |
| 1        | Portugal | 6   | 3 | 2 | 0 | 1 | 4  | 2  | +2   |
| 2        | Grèce    | 4   | 3 | 1 | 1 | 1 | 4  | 4  | 0    |
| 3        | Espagne  | 4   | 3 | 1 | 1 | 1 | 2  | 2  | 0    |
| 4        | Russie   | 3   | 3 | 1 | 0 | 2 | 2  | 4  | -2   |

| 12 juin 2004 | Portugal | 1 | 2 | Grèce   |
| 12 juin 2004 | Espagne  | 1 | 0 | Russie  |
| 16 juin 2004 | Portugal | 2 | 0 | Russie  |
| 16 juin 2004 | Grèce    | 1 | 1 | Espagne |
| 20 juin 2004 | Portugal | 1 | 0 | Espagne |
| 20 juin 2004 | Russie   | 2 | 1 | Grèce   |

     Équipe qualifiée ou victorieuse; Pts = points; J = joués; G = gagnés; N = nuls; P = perdus;

Bp = buts pour; Bc = buts contre; Diff = différence de buts

### Groupe B

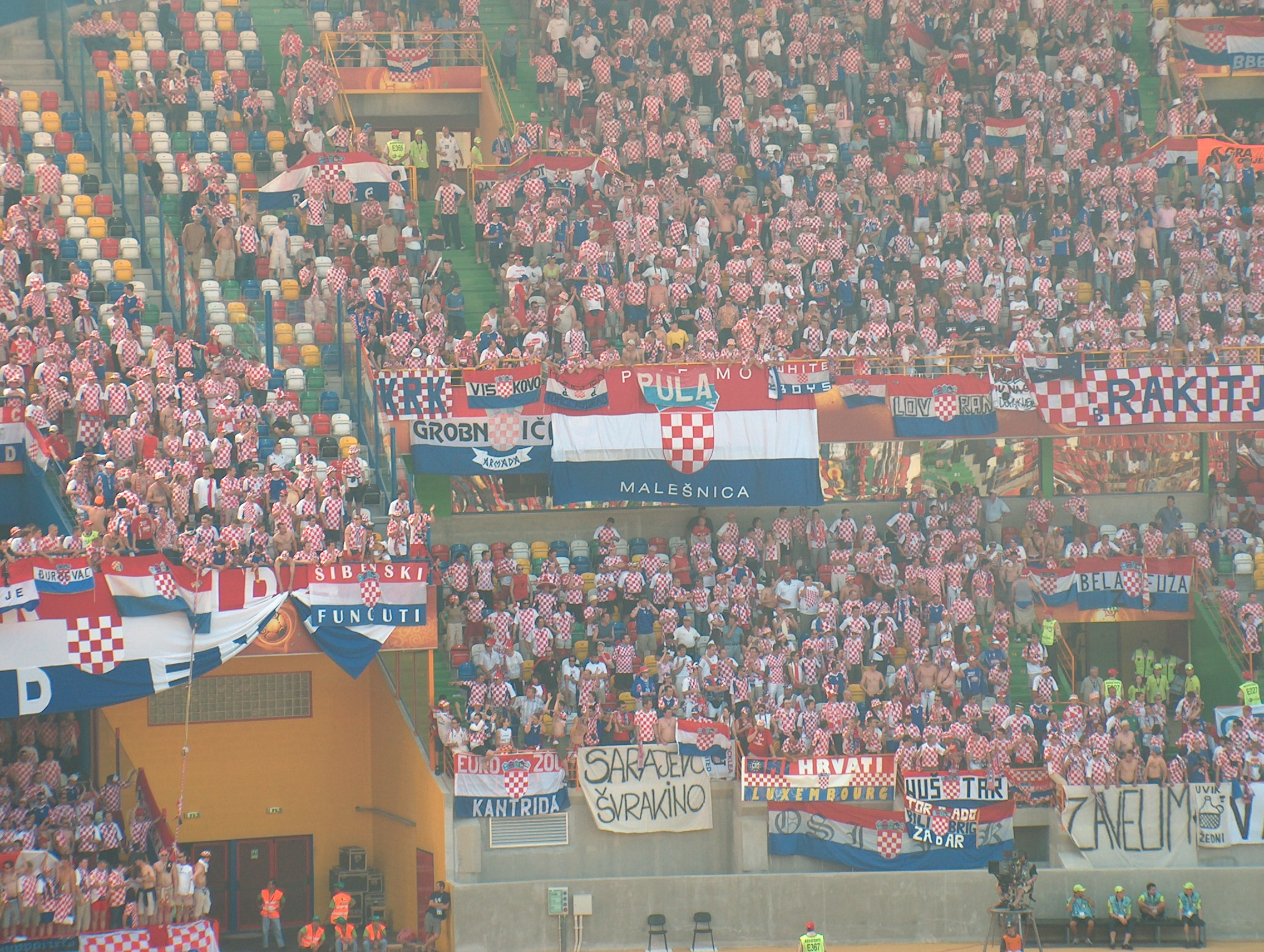
Tribune croate lors du premier tour de l'Euro 2004

La France se qualifie en terminant première de son groupe et invaincue, avec deux victoires (2-1 contre l'Angleterre et 3-1 contre la Suisse) et un nul (2-2 contre la Croatie). L'Angleterre gagne ses deux autres rencontres et prend la seconde place qualificative. La Croatie, deux points, et la Suisse, un point, n'ont pas gagné le moindre match.
| Groupe B |            |     |   |   |   |   |    |    |      |
|          | Équipe     | Pts | J | G | N | P | Bp | Bc | Diff |
| 1        | France     | 7   | 3 | 2 | 1 | 0 | 7  | 4  | +3   |
| 2        | Angleterre | 6   | 3 | 2 | 0 | 1 | 8  | 4  | +4   |
| 3        | Croatie    | 2   | 3 | 0 | 2 | 1 | 4  | 6  | -2   |
| 4        | Suisse     | 1   | 3 | 0 | 1 | 2 | 1  | 6  | -5   |

| 13 juin 2004 | Suisse     | 0 | 0 | Croatie    |
| 13 juin 2004 | Angleterre | 1 | 2 | France     |
| 17 juin 2004 | Angleterre | 3 | 0 | Suisse     |
| 17 juin 2004 | Croatie    | 2 | 2 | France     |
| 21 juin 2004 | Croatie    | 2 | 4 | Angleterre |
| 21 juin 2004 | Suisse     | 1 | 3 | France     |

     Équipe qualifiée ou victorieuse; Pts = points; J = joués; G = gagnés; N = nuls; P = perdus;

Bp = buts pour; Bc = buts contre; Diff = différence de buts

### Groupe C

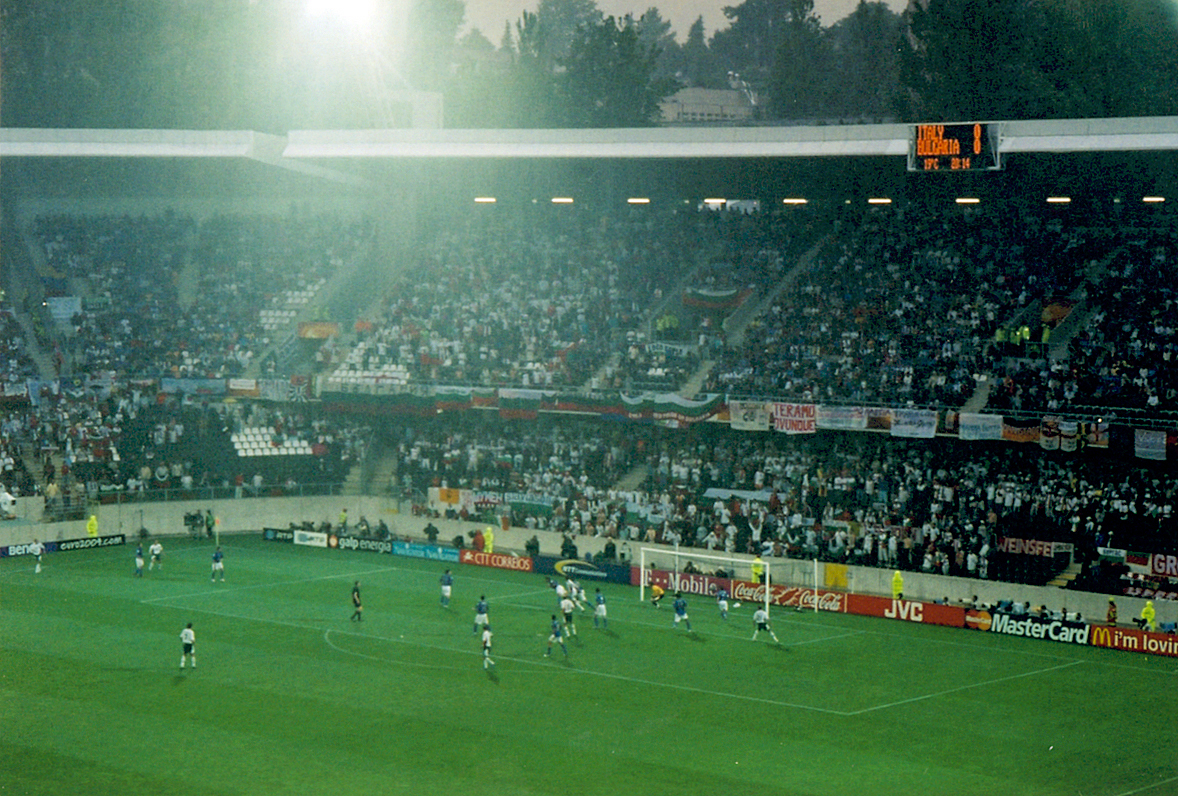
Vue du match Italie-Bulgarie à Guimarães le 22 juin

Finaliste de l'édition précédente, l'Italie part favorite du groupe C. Le groupe tourne rapidement en un match à trois entre l'Italie, le Danemark et la Suède. Ces trois équipes font en effet toutes match nul entre elles et battent une faible équipe de Bulgarie. Les critères de départage de l'UEFA à la logique parfois déconcertante entrent en jeu pour les trois équipes qui terminent le groupe en tête à égalité de points. Les différences de buts particulières étant égales, c'est le nombre de buts marqués dans les confrontations directes qui fait finalement la différence : la Suède, 3 buts (scores de 1-1 et 2-2), est première, le Danemark, 2 buts (0-0 et 2-2), est second et l'Italie, un seul but (0-0 et 1-1), troisième est éliminée. À noter qu'au coup d'envoi de la dernière journée, en fonction de ce critère et quelle que soit l'ampleur d'une victoire italienne contre la Bulgarie, la Suède devait ne pas perdre pour se qualifier, et le Danemark savait que la qualification des deux équipes scandinaves était assurée au détriment de l'Italie en réalisant entre elles un match nul sur un score de 2 à 2 ou plus. Et c'est effectivement ce scénario qui s'est réalisé. On remarque également qu'avec l'utilisation du critère de la différence de buts générale ce classement aurait été le même (voir tableau ci-dessous).
| Groupe C |          |     |   |   |   |   |    |    |      |
|          | Équipe   | Pts | J | G | N | P | Bp | Bc | Diff |
| 1        | Suède    | 5   | 3 | 1 | 2 | 0 | 8  | 3  | +5   |
| 2        | Danemark | 5   | 3 | 1 | 2 | 0 | 4  | 2  | +2   |
| 3        | Italie   | 5   | 3 | 1 | 2 | 0 | 3  | 2  | +1   |
| 4        | Bulgarie | 0   | 3 | 0 | 0 | 3 | 1  | 9  | -8   |

| 14 juin 2004 | Danemark | 0 | 0 | Italie   |
| 14 juin 2004 | Suède    | 5 | 0 | Bulgarie |
| 18 juin 2004 | Bulgarie | 0 | 2 | Danemark |
| 18 juin 2004 | Italie   | 1 | 1 | Suède    |
| 22 juin 2004 | Italie   | 2 | 1 | Bulgarie |
| 22 juin 2004 | Danemark | 2 | 2 | Suède    |

     Équipe qualifiée ou victorieuse; Pts = points; J = joués; G = gagnés; N = nuls; P = perdus;

Bp = buts pour; Bc = buts contre; Diff = différence de buts

### Groupe D

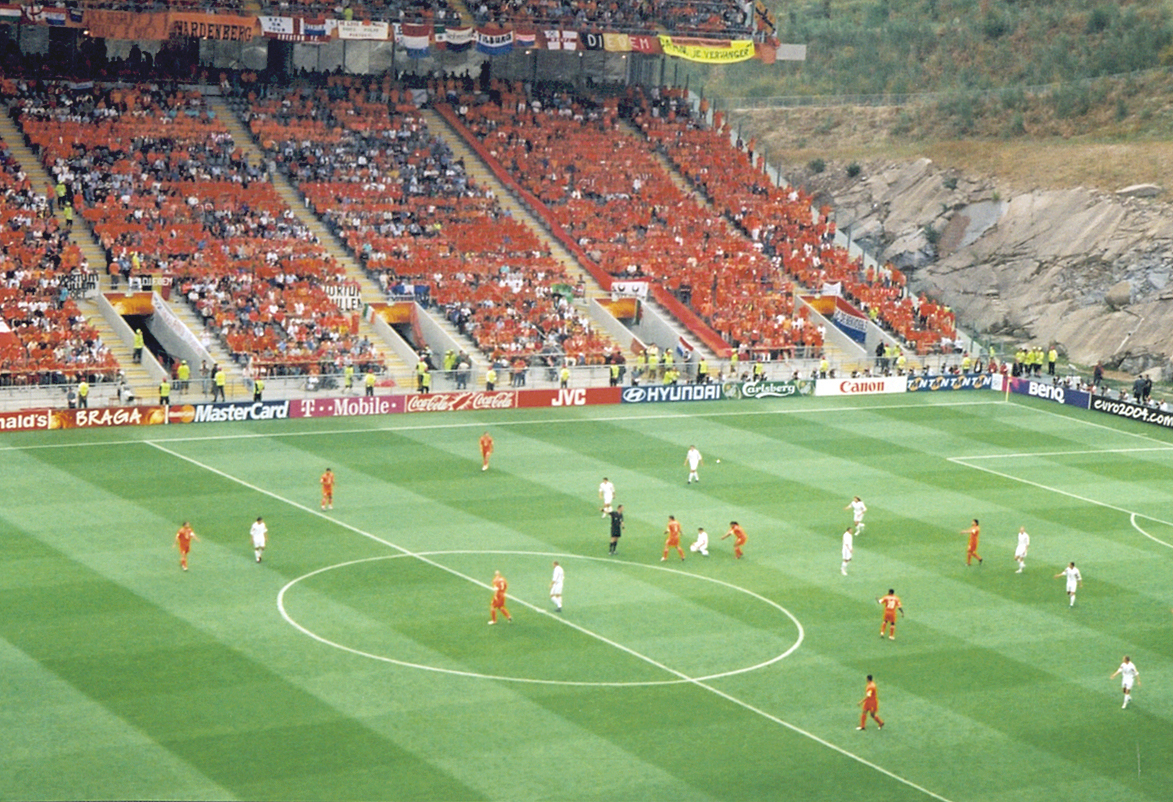
Rencontre opposant les Pays-Bas à la Lettonie le 23 juin

Comme quatre ans plus tôt, l'Allemagne passe à la trappe au premier tour en perdant lors de la dernière journée contre la Tchéquie qui termine première du groupe en remportant tous ses matchs. Les Pays-Bas, qui ont arraché le match nul en ouverture contre les Allemands (1-1), obtiennent la deuxième place qualificative grâce à une nette victoire (3-0) contre la Lettonie, adversaire que l'Allemagne n'a pu battre. Dans tous leurs matchs, les Tchèques ont renversé la vapeur pour s'imposer après avoir été menés au score.
| Groupe D |           |     |   |   |   |   |    |    |      |
|          | Équipe    | Pts | J | G | N | P | Bp | Bc | Diff |
| 1        | Tchéquie  | 9   | 3 | 3 | 0 | 0 | 7  | 4  | +3   |
| 2        | Pays-Bas  | 4   | 3 | 1 | 1 | 1 | 6  | 4  | +2   |
| 3        | Allemagne | 2   | 3 | 0 | 2 | 1 | 2  | 3  | -1   |
| 4        | Lettonie  | 1   | 3 | 0 | 1 | 2 | 1  | 5  | -4   |

| 15 juin 2004 | Allemagne | 1 | 1 | Pays-Bas |
| 15 juin 2004 | Tchéquie  | 2 | 1 | Lettonie |
| 19 juin 2004 | Allemagne | 0 | 0 | Lettonie |
| 19 juin 2004 | Pays-Bas  | 2 | 3 | Tchéquie |
| 23 juin 2004 | Pays-Bas  | 3 | 0 | Lettonie |
| 23 juin 2004 | Allemagne | 1 | 2 | Tchéquie |

     Équipe qualifiée ou victorieuse; Pts = points; J = joués; G = gagnés; N = nuls; P = perdus;

Bp = buts pour; Bc = buts contre; Diff = différence de buts

## Tableau final
|  | Quarts de finale  | Quarts de finale  | Quarts de finale   | Quarts de finale  |          |          | Demi-finales      | Demi-finales      | Demi-finales      | Demi-finales      |  |  | Finale              | Finale              | Finale              | Finale              |
|  |                   |                   |                    |                   |          |          |                   |                   |                   |                   |  |  |                     |                     |                     |                     |
|  | 24 juin, Lisbonne | 24 juin, Lisbonne | 24 juin, Lisbonne  | 24 juin, Lisbonne |          |          | 30 juin, Lisbonne | 30 juin, Lisbonne | 30 juin, Lisbonne | 30 juin, Lisbonne |  |  | 4 juillet, Lisbonne | 4 juillet, Lisbonne | 4 juillet, Lisbonne | 4 juillet, Lisbonne |
|  | 24 juin, Lisbonne | 24 juin, Lisbonne | 24 juin, Lisbonne  | 24 juin, Lisbonne |          |          | 30 juin, Lisbonne | 30 juin, Lisbonne | 30 juin, Lisbonne | 30 juin, Lisbonne |  |  | 4 juillet, Lisbonne | 4 juillet, Lisbonne | 4 juillet, Lisbonne | 4 juillet, Lisbonne |
|  | 1er A             | Portugal          | 2ap (6)            | 2ap (6)           |          |          | 30 juin, Lisbonne | 30 juin, Lisbonne | 30 juin, Lisbonne | 30 juin, Lisbonne |  |  | 4 juillet, Lisbonne | 4 juillet, Lisbonne | 4 juillet, Lisbonne | 4 juillet, Lisbonne |
|  | 1er A             | Portugal          | 2ap (6)            | 2ap (6)           |          |          | 30 juin, Lisbonne | 30 juin, Lisbonne | 30 juin, Lisbonne | 30 juin, Lisbonne |  |  | 4 juillet, Lisbonne | 4 juillet, Lisbonne | 4 juillet, Lisbonne | 4 juillet, Lisbonne |
|  | 2e B              | Angleterre        | 2 tab(5)           | 2 tab(5)          |          |          | 30 juin, Lisbonne | 30 juin, Lisbonne | 30 juin, Lisbonne | 30 juin, Lisbonne |  |  | 4 juillet, Lisbonne | 4 juillet, Lisbonne | 4 juillet, Lisbonne | 4 juillet, Lisbonne |
|  | 2e B              | Angleterre        | 2 tab(5)           | 2 tab(5)          | Portugal | Portugal | 2                 | 2                 |                   |                   |  |  | 4 juillet, Lisbonne | 4 juillet, Lisbonne | 4 juillet, Lisbonne | 4 juillet, Lisbonne |
|  | 26 juin, Faro     |                   |                    |                   | Portugal | Portugal | 2                 | 2                 |                   |                   |  |  | 4 juillet, Lisbonne | 4 juillet, Lisbonne | 4 juillet, Lisbonne | 4 juillet, Lisbonne |
|  |                   |                   | Pays-Bas           | Pays-Bas          | 1        | 1        |                   |                   |                   |                   |  |  | 4 juillet, Lisbonne | 4 juillet, Lisbonne | 4 juillet, Lisbonne | 4 juillet, Lisbonne |
|  | 1er C             | Suède             | Pays-Bas           | Pays-Bas          | 1        | 1        | 0ap (4)           | 0ap (4)           |                   |                   |  |  | 4 juillet, Lisbonne | 4 juillet, Lisbonne | 4 juillet, Lisbonne | 4 juillet, Lisbonne |
|  | 1er C             | Suède             | 1er juillet, Porto |                   |          |          | 0ap (4)           | 0ap (4)           |                   |                   |  |  | 4 juillet, Lisbonne | 4 juillet, Lisbonne | 4 juillet, Lisbonne | 4 juillet, Lisbonne |
|  | 2e D              | Pays-Bas          | 0 tab(5)           | 0 tab(5)          |          |          |                   |                   |                   |                   |  |  | 4 juillet, Lisbonne | 4 juillet, Lisbonne | 4 juillet, Lisbonne | 4 juillet, Lisbonne |
|  | 2e D              | Pays-Bas          | 0 tab(5)           | 0 tab(5)          | Portugal | Portugal | 0                 | 0                 |                   |                   |  |  |                     |                     |                     |                     |
|  | 25 juin, Lisbonne |                   |                    |                   | Portugal | Portugal | 0                 | 0                 |                   |                   |  |  |                     |                     |                     |                     |
|  |                   |                   | Grèce              | Grèce             | 1        | 1        |                   |                   |                   |                   |  |  |                     |                     |                     |                     |
|  | 1er B             | France            | Grèce              | Grèce             | 1        | 1        | 0                 | 0                 |                   |                   |  |  |                     |                     |                     |                     |
|  | 1er B             | France            |                    |                   |          |          |                   |                   |                   |                   |  |  |                     |                     |                     |                     |
|  | 2e A              | Grèce             | 1                  | 1                 |          |          |                   |                   |                   |                   |  |  |                     |                     |                     |                     |
|  | 2e A              | Grèce             | 1                  | 1                 | Grèce    | Grèce    | 1 ap              | 1 ap              |                   |                   |  |  |                     |                     |                     |                     |
|  | 27 juin, Porto    |                   |                    |                   | Grèce    | Grèce    | 1 ap              | 1 ap              |                   |                   |  |  |                     |                     |                     |                     |
|  |                   |                   | Tchéquie           | Tchéquie          | 0        | 0        |                   |                   |                   |                   |  |  |                     |                     |                     |                     |
|  | 1er D             | Tchéquie          | Tchéquie           | Tchéquie          | 0        | 0        | 3                 | 3                 |                   |                   |  |  |                     |                     |                     |                     |
|  | 1er D             | Tchéquie          |                    |                   |          |          |                   | 3                 |                   |                   |  |  |                     |                     |                     |                     |
|  | 2e C              | Danemark          | 0                  | 0                 |          |          |                   |                   |                   |                   |  |  |                     |                     |                     |                     |
|  | 2e C              | Danemark          | 0                  | 0                 |          |          |                   |                   |                   |                   |  |  |                     |                     |                     |                     |
|  |                   |                   |                    |                   |          |          |                   |                   |                   |                   |  |  |                     |                     |                     |                     |

### Quarts de finale
Le Portugal et les Pays-Bas se qualifient à l'issue d'une séance de tirs au but alors qu'ils ont été mis en difficulté dans le match par leurs adversaires. La France, championne d'Europe sortante, est battue sans gloire par le futur champion, tandis que la Tchéquie atteint pour la seconde fois le dernier carré (après 1996) en balayant les Danois (3-0).
| Date         | Équipe 1 | Résultat           | Équipe 2   |
| ------------ | -------- | ------------------ | ---------- |
| 24 juin 2004 | Portugal | 2 - 2 ap 6 - 5 tab | Angleterre |
| 26 juin 2004 | Suède    | 0 - 0 ap 4 - 5 tab | Pays-Bas   |
| 25 juin 2004 | France   | 0 - 1              | Grèce      |
| 27 juin 2004 | Tchéquie | 3 - 0              | Danemark   |

### Demi-finales
Le pays hôte et la Grèce se qualifient pour la finale en éliminant respectivement les Pays-Bas et les Tchèques, qui se consoleront par l'intermédiaire de Milan Baros, meilleur buteur du tournoi.
| Date             | Équipe 1 | Résultat        | Équipe 2 |
| ---------------- | -------- | --------------- | -------- |
| 30 juin 2004     | Portugal | 2 - 1           | Pays-Bas |
| 1er juillet 2004 | Grèce    | 1 - 0 ap b.e.a. | Tchéquie |

### Finale
La Grèce retrouve le Portugal en finale, et comme lors du match de poule, gagne par un but d'écart. La défaite portugaise est vécue comme un drame dans le pays, dont le palmarès international était alors vierge.

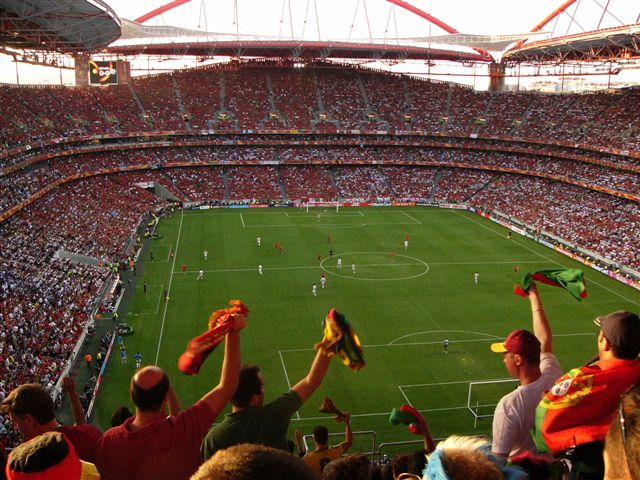
Vue de l'Estádio da Luz pendant la finale

| 4 juillet 2004                    | Portugal  | 0 - 1   | Grèce                     | Estádio da Luz, Lisbonne                     |                                              |
| 19:45 · Historique des rencontres |           | (0 - 0) | 57e Charistéas (Basinás ) | Spectateurs : 62 865 Arbitrage : Markus Merk | Spectateurs : 62 865 Arbitrage : Markus Merk |
| 19:45 · Historique des rencontres | (Rapport) |         |                           | Spectateurs : 62 865 Arbitrage : Markus Merk | Spectateurs : 62 865 Arbitrage : Markus Merk |

| PORTUGAL            |    |                   |       |     |
|                     |    |                   |       |     |
| GK                  | 1  | Ricardo           |       |     |
| RB                  | 13 | Miguel            |       | 43e |
| CB                  | 16 | Ricardo Carvalho  |       |     |
| CB                  | 4  | Jorge Andrade     |       |     |
| LB                  | 14 | Nuno Valente      | 90+3e |     |
| DM                  | 6  | Costinha          | 12e   | 60e |
| DM                  | 18 | Maniche           |       |     |
| RW                  | 7  | Luís Figo         |       |     |
| AM                  | 20 | Deco              |       |     |
| LW                  | 17 | Cristiano Ronaldo |       |     |
| CF                  | 9  | Pauleta           |       | 74e |
| Remplacements :     |    |                   |       |     |
| DF                  | 2  | Paulo Ferreira    |       | 43e |
| MF                  | 10 | Rui Costa         |       | 60e |
| FW                  | 21 | Nuno Gomes        |       | 74e |
| Entraîneur :        |    |                   |       |     |
| Luiz Felipe Scolari |    |                   |       |     |

| GRÈCE           |    |                        |       |     |     |
|                 |    |                        |       |     |     |
| GK              | 1  | Antonios Nikopolidis   |       |     |     |
| RB              | 2  | Giourkas Seitaridis    | 63e   |     |     |
| CB              | 5  | Traianos Dellas        |       |     |     |
| CB              | 19 | Michalis Kapsis        |       |     |     |
| LB              | 14 | Takis Fyssas           | 67e   |     |     |
| RM              | 8  | Stelios Giannakopoulos |       | 76e |     |
| CM              | 6  | Ángelos Basinás        | 45+2e |     |     |
| CM              | 7  | Theodoros Zagorakis    |       |     |     |
| LM              | 21 | Kóstas Katsouránis     |       |     |     |
| CF              | 9  | Ángelos Charistéas     |       |     | 57e |
| CF              | 15 | Zisis Vryzas           |       | 81e |     |
| Remplacements : |    |                        |       |     |     |
| DF              | 3  | Stylianos Venetidis    |       | 76e |     |
| FW              | 22 | Dimitrios Papadopoulos | 85e   | 81e |     |
| Entraîneur :    |    |                        |       |     |     |
| Otto Rehhagel   |    |                        |       |     |     |

| Arbitres assistants : Christian Schräer Jan-Hendrik Salver Quatrième arbitre : Anders Frisk |

|  |

## Statistiques

### Résumé par équipe
| Équipe     | Matches | Victoires | Nuls | Défaites | BP | BC | Diff. | Progression     |
| ---------- | ------- | --------- | ---- | -------- | -- | -- | ----- | --------------- |
| Grèce      | 6       | 4         | 1    | 1        | 7  | 4  | +3    | Vainqueur       |
| Portugal   | 6       | 3         | 1    | 2        | 8  | 6  | +2    | Finaliste       |
| Tchéquie   | 5       | 4         | 0    | 1        | 10 | 5  | +5    | Demi-finale     |
| Pays-Bas   | 5       | 1         | 2    | 2        | 7  | 6  | +1    | Demi-finale     |
| Angleterre | 4       | 2         | 1    | 1        | 10 | 6  | +4    | Quart de finale |
| France     | 4       | 2         | 1    | 1        | 7  | 5  | +2    | Quart de finale |
| Suède      | 4       | 1         | 3    | 0        | 8  | 3  | +5    | Quart de finale |
| Danemark   | 4       | 1         | 2    | 1        | 4  | 5  | -1    | Quart de finale |
| Italie     | 3       | 1         | 2    | 0        | 3  | 2  | +1    | Premier Tour    |
| Espagne    | 3       | 1         | 1    | 1        | 2  | 2  | 0     | Premier Tour    |
| Russie     | 3       | 1         | 0    | 2        | 2  | 4  | -2    | Premier Tour    |
| Allemagne  | 3       | 0         | 2    | 1        | 2  | 3  | -1    | Premier Tour    |
| Croatie    | 3       | 0         | 2    | 1        | 4  | 6  | -2    | Premier Tour    |
| Lettonie   | 3       | 0         | 1    | 2        | 1  | 5  | -4    | Premier Tour    |
| Suisse     | 3       | 0         | 1    | 2        | 1  | 6  | -5    | Premier Tour    |
| Bulgarie   | 3       | 0         | 0    | 3        | 1  | 9  | -8    | Premier Tour    |

### Meilleurs buteurs

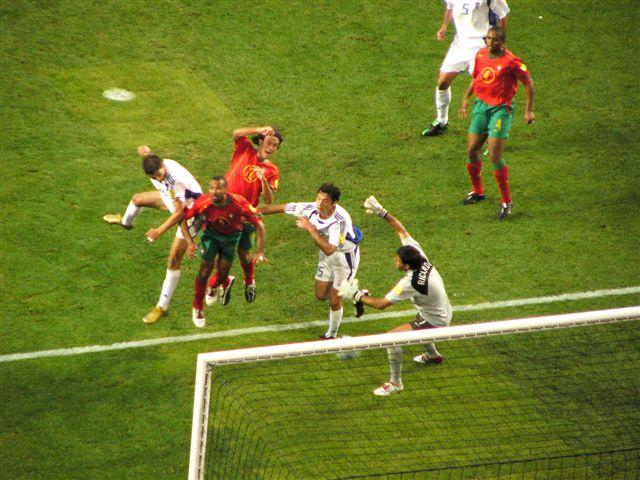
Charisteas marque de la tête le but de la victoire grecque en finale.

#### 5 buts
- Milan Baroš

#### 4 buts
- Wayne Rooney
- Ruud van Nistelrooy

#### 3 buts
- Ángelos Charistéas
- Frank Lampard
- Henrik Larsson
- Jon Dahl Tomasson
- Zinédine Zidane

### Hommes du match

#### 2 fois
- Michael Ballack
- Wayne Rooney
- Zinédine Zidane
- Theódoros Zagorákis
- Ruud van Nistelrooy
- Milan Baroš

#### 1 fois
| - Dado Pršo - Jon Dahl Tomasson - Thomas Gravesen - Thomas Sørensen - Raúl - Vicente | - Traïanós Déllas - Antonio Cassano - Ricardo Carvalho - Deco - Luís Figo - Maniche | - Marek Heinz - Pavel Nedvěd - Dmitri Kiritchenko - Zlatan Ibrahimović - Henrik Larsson - Jörg Stiel |

### Meilleur joueur
L'UEFA a choisi Theódoros Zagorákis comme meilleur joueur de la compétition.

### Joueur clé
L'UEFA a désigné le grec Theódoros Zagorákis comme joueur clé de la compétition.

### Équipe-type
L'équipe-type de l'Euro 2004 comprend 23 joueurs dont cinq Grecs, quatre Portugais et quatre Anglais. Elle est sélectionnée en partie par un groupe technique de l'UEFA comprenant entre autres Gérard Houllier, Anghel Iordănescu, Berti Vogts, Jozef Vengloš et Roy Hodgson, et en partie par un vote sur Internet.
| Gardiens                       | Défenseurs | Milieux                                                                                          | Attaquants |
| ------------------------------ | --- | ------------------------------------------------------------------------------------------------ | --- |
| Petr Čech Antónios Nikopolídis | Sol Campbell Ashley Cole Traïanós Déllas Olof Mellberg Ricardo Carvalho Georgios Seitaridis Gianluca Zambrotta | Michael Ballack Luís Figo Frank Lampard Maniche Pavel Nedvěd Theódoros Zagorákis Zinédine Zidane | Milan Baroš Angelos Charisteas Henrik Larsson Cristiano Ronaldo Wayne Rooney Jon Dahl Tomasson Ruud van Nistelrooy |

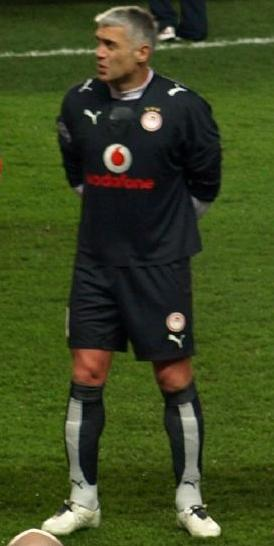
Antónios Nikopolídis
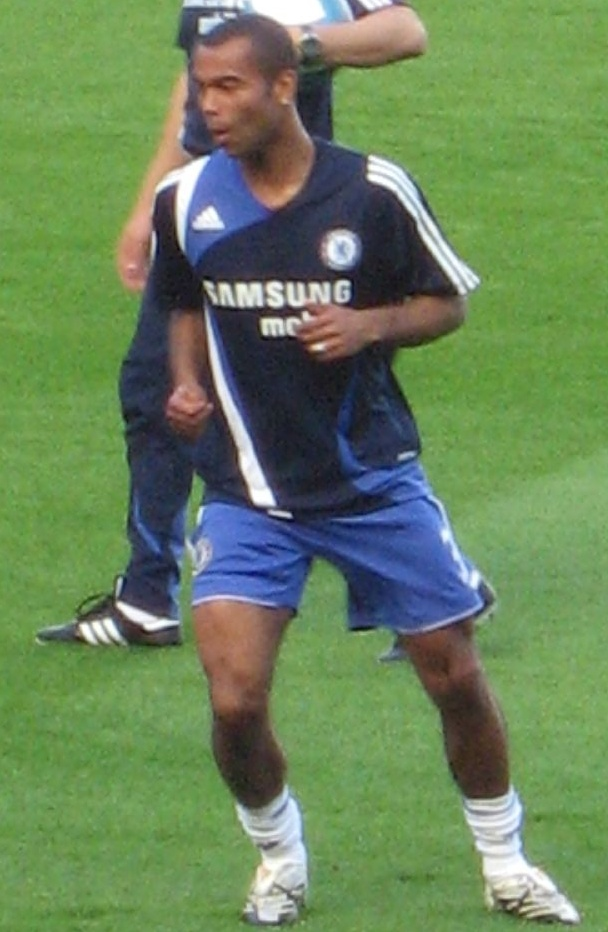
Ashley Cole
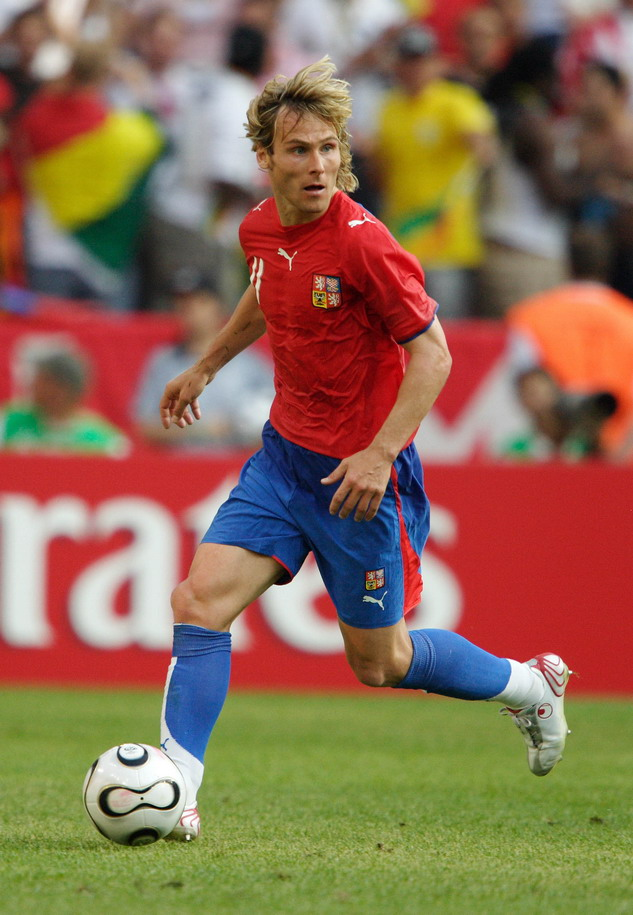
Pavel Nedvěd
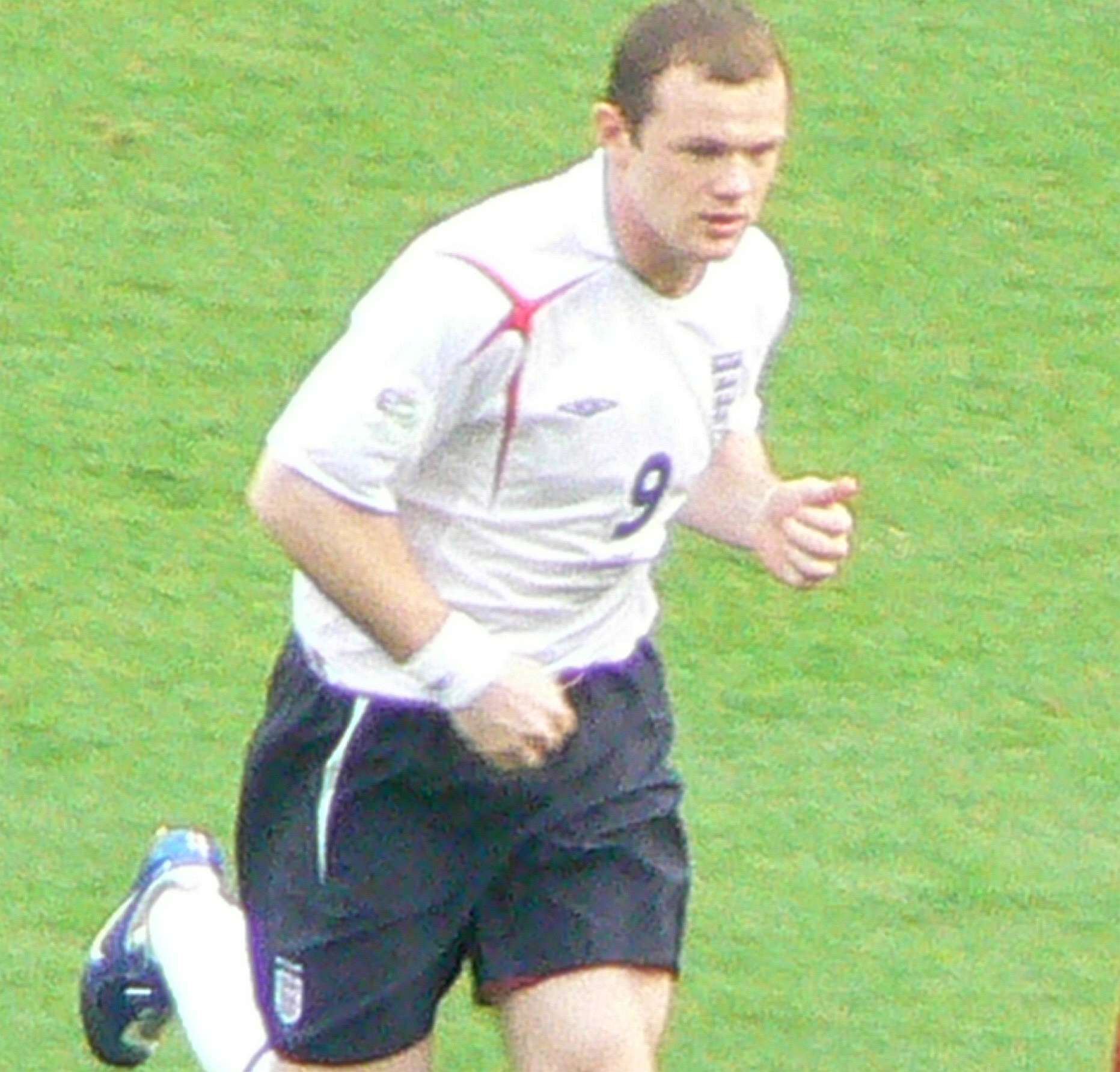
Wayne Rooney